# Paolo D'Iorio
Paolo D’Iorio, né le 24 septembre 1963 à Seravezza, Lucques, est un philosophe et philologue italien. 
Il est directeur de recherche au CNRS et il a dirigé l'Institut des textes et des manuscrits modernes de l'École normale supérieure de 2014 à 2023. Spécialiste de Nietzsche, il est responsable éditorial de Nietzsche Source, site web savant qui publie l'édition critique de référence des œuvres de Nietzsche ainsi que l'édition en fac-similé de ses manuscrits.  Il est président du groupe de recherche international HyperNietzsche, qui rassemble 82 spécialistes de Nietzsche venant de 16 pays aussi bien que les 10 principales associations scientifiques nationales consacrées au philosophe.

## Biographie
Diplômé du conservatoire de musique  Luigi Boccherini de Lucques (1983), diplômé en philosophie à l’université de Pise (1989), docteur en philosophie à l'École normale supérieure de Pise (1994), habilité à l'Université de Nice (2004), Paolo D’Iorio est directeur de recherche au CNRS et travaille à l'École normale supérieure de Paris où il dirige les équipes "Nietzsche et son temps" et "Humanités numériques" de l'Institut des textes et manuscrits modernes.
Entre 2001 et 2005, ayant reçu le prix Sofja Kovalevskaja de la Fondation Alexander von Humboldt  et du Ministère de la recherche allemand, il a dirigé un groupe de recherche multidisciplinaire à l’université de Munich (LMU) autour de son projet HyperNietzsche.  De 2007 à 2011, il a effectué un séjour à l’université d’Oxford, où il a été visiting fellow au Oxford Internet Institute et membre de la Maison Française d’Oxford et du Oxford e-Research Centre. 
Spécialiste de Nietzsche, Paolo D'Iorio travaille à l’interprétation de sa philosophie et à l'édition de son œuvre, en associant les acquis de la tradition italienne et allemande et l’approche de la critique génétique française. Il a également été un des initiateurs de l’édition savante sur le Web.
Concernant l’interprétation de la philosophie de Nietzsche, il a notamment travaillé sur la cosmologie et la philosophie de l’éternel retour du même ; l’image des philosophes grecs ; la gnoséologie et l’ontologie ; la genèse de la philosophie de l’esprit libre.
Fondateur et responsable éditoriale de Nietzsche Source, il a édité l’édition en fac-similé et l’édition critique numérique de l’œuvre de Nietzsche : œuvres, notes posthumes, correspondance. Avec Francesco Fronterotta il a édité les cours de Nietzsche sur Les philosophes préplatoniciens et sur l’Encyclopédie de la philologie classique. Avec Anne Merker dirige l’édition de l’ensemble des écrits philologiques de Nietzsche en 12 tomes publiée aux Belles Lettres. 
Il a étudié les formes d’utilisation d’Internet en sciences humaines et il s’est engagé activement dans la conception de modèles d’édition savante à travers la coordination de plusieurs projets nationaux et européens.
Sa liste de publications comprend 119 entrées dont 21 livres (monographies, éditions de textes, ouvrages collectifs), 2 éditions numériques des œuvres complètes de Nietzsche (édition critique et édition en fac-similé), 91 articles et 6 comptes rendus, parus en 10 langues. Il a organisé 64 colloques et séminaires internationaux et présenté 172 communications et conférences dans 17 pays, en allemand, anglais, français, italien.

## Ouvrages[4]
- 1995 - La linea e il circolo. Cosmologia e filosofia dell'eterno ritorno in Nietzsche. Pubblicazioni del CNR, Centro di studi sulla filosofia contemporanea, Genova, Pantograf, 1995, 400 p.
- Giuliano Campioni, Paolo D’Iorio, Maria Cristina Fornari, Francesco Fronterotta, Andrea Orsucci, unter Mitwirkung von Renate Müller-Buck, Nietzsches persönliche Bibliothek, De Gruyter, Berlin-New York, 2003, 736 p.
- 2012 Le voyage de Nietzsche à Sorrente. Genèse de la philosophie de l'esprit libre, Paris, CNRS Éditions, juin 2012, 246 p. ; trad. portugaise Nietzsche na Itália A viagem que mudou os rumos da filosofia, Zahar, Rio de Janeiro, 2014; trad. turque Nietzsche’nin Sorrento Yolculuğu, Isbank Culture Publishing, Istanbul, 2015; trad. espagnole El viaje de Nietzsche a Sorrento. Una travesía crucial hacia el espíritu libre, Gedisa, Barcelona, 2016; trad. américaine Nietzsche’s Journey to Sorrento. Genesis of the Philosoophy of the Free Spirit, University of Chicago Press, 2016; trad. allemande Friedrich Nietzsche in Sorrent, Metzler Verlag, 2020.

### Éditions de l'œuvre de Nietzsche
- Friedrich Nietzsche, Les philosophes préplatoniciens, texte établi par Paolo D’Iorio d’après les manuscrits originaux. Introduction et appareil critique par Paolo D’Iorio et Francesco Fronterotta, Paris, Éditions de l’éclat, 1994, 395 p.
- Friedrich Nietzsche, Écrits de jeunesse. Textes établis d’après les manuscrits par Paolo D’Iorio et Francesco Fronterotta, traduits par Marc de Launay, Alain Pernet et (pour le grec) Francesco Fronterotta, présentés et annotés par Paolo D’Iorio. Dans Friedrich Nietzsche, œuvres, vol. I, Bibliothèque de la Pléiade, Paris, Gallimard, 2000, pp. 727-819 et 1117-1150.
- Friedrich Nietzsche, Digitale Faksimile Gesamtausgabe, sous la direction de Paolo D'Iorio[5], 2009- . Édition numérique complète de l'œuvre de Nietzsche en fac-similé d'après les manuscrits et les imprimés originaux; 86 volumes comprenant environ 9 300 pages publiées actuellement).
- Friedrich Nietzsche, Digitale Kritische Gesamtausgabe Werke und Briefe [6], 2009–. Édition numérique des Œuvres complètes et de la Correspondance, sur la base du texte critique établi par Giorgio Colli et Mazzino Montinari ; environ 8 600 pages publiées actuellement.

### Direction d’ouvrages
- 2000 :  HyperNietzsche. Modèle d’un hypertexte savant sur Internet pour la recherche en sciences humaines. Questions philosophiques, problèmes juridiques, outils informatiques, Paris, PUF, 2000, 200 p. (Version électronique librement disponible).
- 2001 :Bibliothèques d'écrivains,  avec Daniel Ferrer, Paris, éditions du CNRS, 2001, 214 p[7].
- 2003 : (avec Olivier Ponton), Philosophie, numéro 22 de la revue Genesis, Paris, Jean-Michel Place, 2003, 187 p.
- 2004 : (avec Olivier Ponton), Nietzsche. Philosophie de l’esprit libre. Études sur la genèse de Choses Humaines, trop Humaines, Paris, Éditions Rue d’Ulm, 2004, 192 p.
- 2006 : (avec Gilbert Merlio), Nietzsche et l’Europe, Éditions de la Maison des Sciences de l’Homme, 2006, 294 p.

## Articles
- 1993 : « La superstition des philosophes critiques. Nietzsche et Afrikan Spir », Nietzsche-Studien, 22 (1993), pp. 257-294.
- 1994 : « L’image des philosophes préplatoniciens chez le jeune Nietzsche », in Centauren-Geburten . Wissenschaft, Kunst und Philosophie beim jungen Nietzsche. Herausgegeben von T. Borsche, F. Gerratana, A. Venturelli, Berlin-New York, Walter de Gruyter, 1994, pp. 383-417.
- 1995 : « Cosmologie de l’éternel retour », Nietzsche-Studien, 24 (1995), pp. 62-123.
- 2000 : « Genèse, parodie et modernité dans 'Ainsi parlait Zarathoustra' », in Gilbert Merlio (éd.), Ainsi parlait Zarathoustra, Paris, éditions du Temps, 2000, pp. 25-43.
- 2000 : « Nietzsche et l'éternel retour. Genèse et interprétation », Nietzsche. Cahiers de l’Herne, Paris, L'Herne, 2000, pp. 361-389.

« Aucune des choses humaines n’est digne du grand sérieux. Notes sur la genèse de l’aphorisme 628 de 'Choses humaines, trop humaines' de Friedrich Nietzsche », Œuvres et critique, XXV, 1, Tübingen, 2000, pp. 107-123.
- 2002: « Principles of HyperNietzsche », in Diogenes, 196, vol. 49/4, 2002, « Back to the Future. Knowledge Management Past and Present », Oxford, Blackwell Publishing, 2002, pp. 58-72.

« L’annuncio dell'eterno ritorno in 'Così parlò Zarathustra' », in Cultura tedesca, 20, « Nietzsche » (a cura di Sandro Barbera), Roma, Donzelli Editore, 2002, pp. 85-97.
- 2003 : « HyperNietzsche. Modello di un ipertesto di ricerca », in Carlo Gentili, Volker Gerhardt, Aldo Venturelli (éds.), Nietzsche illuminismo modernità, Firenze, Leo S. Olschki, 2003, pp. 343-367.
- 2006 : « Das Gespräch zwischen Büchern und Handschriften am Beispiel der ewigen Wiederkehr des Gleichen », in Michael Knoche, Justus H ; Ulbricht und Jürgen Weber (éds.), Zur unterirdischen Wirkung von Dynamit. Vom Umgang Nietzsches mit Büchern, Wiesbaden, Harrassowitz Verlag, 2006, pp. 93-113.
- 2007 : « Cosmologia e filosofia do eterno retorno em Nietzsche », in Scarlett Marton (éd.), Nietzsche pensador mediterrâneo. A recepção italiana. São Paulo, Discurso Editorial 2007, pp. 193-263 (version augmentée de « Nietzsche et l’éternel retour. Genèse et interprétation », Nietzsche. Cahiers de l’Herne, Paris, l’Herne, 2000, pp. 361-389).

« Qu’est-ce qu’une édition génétique numérique ? », in Genesis, 30 (2010), pp. 49-53.
- 2010: « The Digital Critical Édition of the Works and Letters of Nietzsche », in The Journal of Nietzsche Studies, New York, Penn State University Press, 40 (2010), pp. 164-174, tr. esp. dans Estudios Nietzsche, 10 (2010), pp. 188-196
- 2011 (avec Michele Barbera) « Scholarsource: A Digital Infrastructure for the Humanities », in Th. Bartscherer and R. Coover (éds.) Switching Codes. Thinking through New Technology in the Humanities and the Arts, Chicago, University of Chicago Press, 2011, pp. 61-87.